# ۷۱۱ (میلادی)
۷۱۱ (میلادی) هفتصد  و یازدهمین سال تقویم میلادی است.

## رویدادها
- تصرف جبل‌طارق به دست اعراب مسلمان و در زمان حکومت امویان.

## درگذشتگان
- دسامبر - ژوستینیان دوم، امپراتور بیزانس

‎